# Psaenythia scutellaris
Psaenythia scutellaris är en biart som beskrevs av Holmberg 1921. Psaenythia scutellaris ingår i släktet Psaenythia och familjen grävbin. Inga underarter finns listade i Catalogue of Life.